# Libreka

Logo von Libreka

Libreka (eigene Schreibweise: libreka!, ehemals Volltextsuche Online (VTO)) war der Name eines Projekts des Börsenvereins des Deutschen Buchhandels für die Schaffung einer zentralen Schnittstelle für die Speicherung, Durchsuchbarkeit, Anzeige und den Verkauf von digitalen Versionen gedruckter Bücher. Es ist seit Dezember 2014 in das Onlineangebot von Buchhandel.de integriert worden.

## Technische Umsetzung
Nach einem Ausschreibungsverfahren wählte der Börsenverein die Software BookStore aus, die von der Firma MPS Technologies in Delhi, einer Tochterfirma der Verlagsgruppe Georg von Holtzbrinck, entwickelt wird. Die Verträge zwischen der Börsenvereins-Tochter MVB und der Münchner Holtzbrinck-Tochter hgv wurden am 5. Dezember 2006 unterzeichnet.
Seit der Leipziger Buchmesse 2007 wird Libreka von Bureau van Dijk Electronic Publishing (BvDEP) technisch umgesetzt.
Seit Oktober 2007 sind Libreka und das Verzeichnis lieferbarer Bücher (VLB) verschmolzen, sodass die in einem System gefundenen Daten auch im anderen zugänglich sind. Die Kosten für die Aufnahme der Buchdaten belaufen sich aktuell auf netto 3,50 Euro pro Jahr. Die Kosten entstehen für jeden im VLB gelisteten Titel, auch wenn der jeweilige Verlag Libreka nicht nutzen möchte, sodass sich gegenüber dem früheren jährlichen VLB-Eintrag von 1,30 Euro (elektronische Meldung ohne Schlagworte) eine deutliche Preiserhöhung ergibt.
Die Plattform speichert zentral von teilnehmenden Verlagen hochgeladene Buchinhalte, die in einem für die Verlage kostenlosen, automatisierten Verfahren von PDF nach TIFF konvertiert werden. Die formalen Anforderungen an die hochzuladenden Daten sind im Vergleich zu anderen Systemen (z. B. Google Book Search) sehr hoch. Die Verlage erhalten hierbei Unterstützung durch Libreka-zertifizierte Druckereien. Eine Konvertierung in das proprietäre Endformat durch die Verlage oder andere Anbieter lässt Libreka derzeit nicht zu, behält sich hingegen vor, für diese Konvertierung ab 2008 zusätzliche Kosten zu erheben.
Die Volltextsuche innerhalb des Frontends für Benutzer erfolgt durch Lucene.
Ein detailliertes, nach entsprechenden Kundenprofilen ausgerichtetes Rechtemanagementsystem ist vorhanden, wird aber kritisch bewertet, ebenso wie die angeblich mangelnde Profitabilität von Libreka.

## Übernahmen
Am 15. Dezember 2014 wurde Libreka als eigenständige Plattform abgeschaltet und ist seit 18. Dezember 2014 nunmehr Teil des vom MVB betriebenen Angebots Buchhandel.de.
Zum 1. September 2015 erwarb die Zeilenwert GmbH aus Rudolstadt (Thüringen) die ausgegliederte Libreka GmbH. Der Kaufvertrag wurde am 31. Juli 2015 unterzeichnet, wobei über den Kaufpreis Stillschweigen vereinbart wurde. Zeilenwert will die Marke Libreka, die dazugehörige Technologie mit allen Mitarbeitern in einem eigenständigen Geschäftsbereich fortführen. Dafür soll ein neuer Standort in Frankfurt am Main eröffnet werden. Zeilenwert betreibt unter alaria.de einen Internethandel mit E-Books. Dabei gibt es keine Beschränkung auf bestimmte Lesegeräte.